# Hans Adolf Schmitt
Hans Adolf Schmitt (geboren 6. Juni 1921 in Frankfurt am Main; gestorben 15. Februar 2006 in Charlottesville) war ein US-amerikanischer Historiker.

## Leben
Hans Adolf Schmitt war ein Sohn des Julius Schmitt und der Elisabeth Dorothea Hamburger. Nach der Machtübergabe an die Nationalsozialisten wurde er 1934 auf die Quäkerschule Eerde in den Niederlanden geschickt. 1937 ging er nach England und 1938 in die USA. Er begann das Studium der Geschichte an der Washington and Lee University und setzte es an der University of Chicago fort, wo er 1943 einen M.A. bekam.
Nachdem er US-amerikanischer Staatsbürger geworden war, trat er der Armee bei und diente im Armeegeheimdienst in Europa. Nach dem Krieg heiratete er Florence Arlene Brandow. Er lehrte als Assistant Professor am Alabama State Teachers College von 1948 bis 1950 und wurde 1953 in Chicago promoviert. Schmitt lehrte an der University of Oklahoma und später an der Tulane University, der New York University und der University of Virginia.

## Schriften (Auswahl)

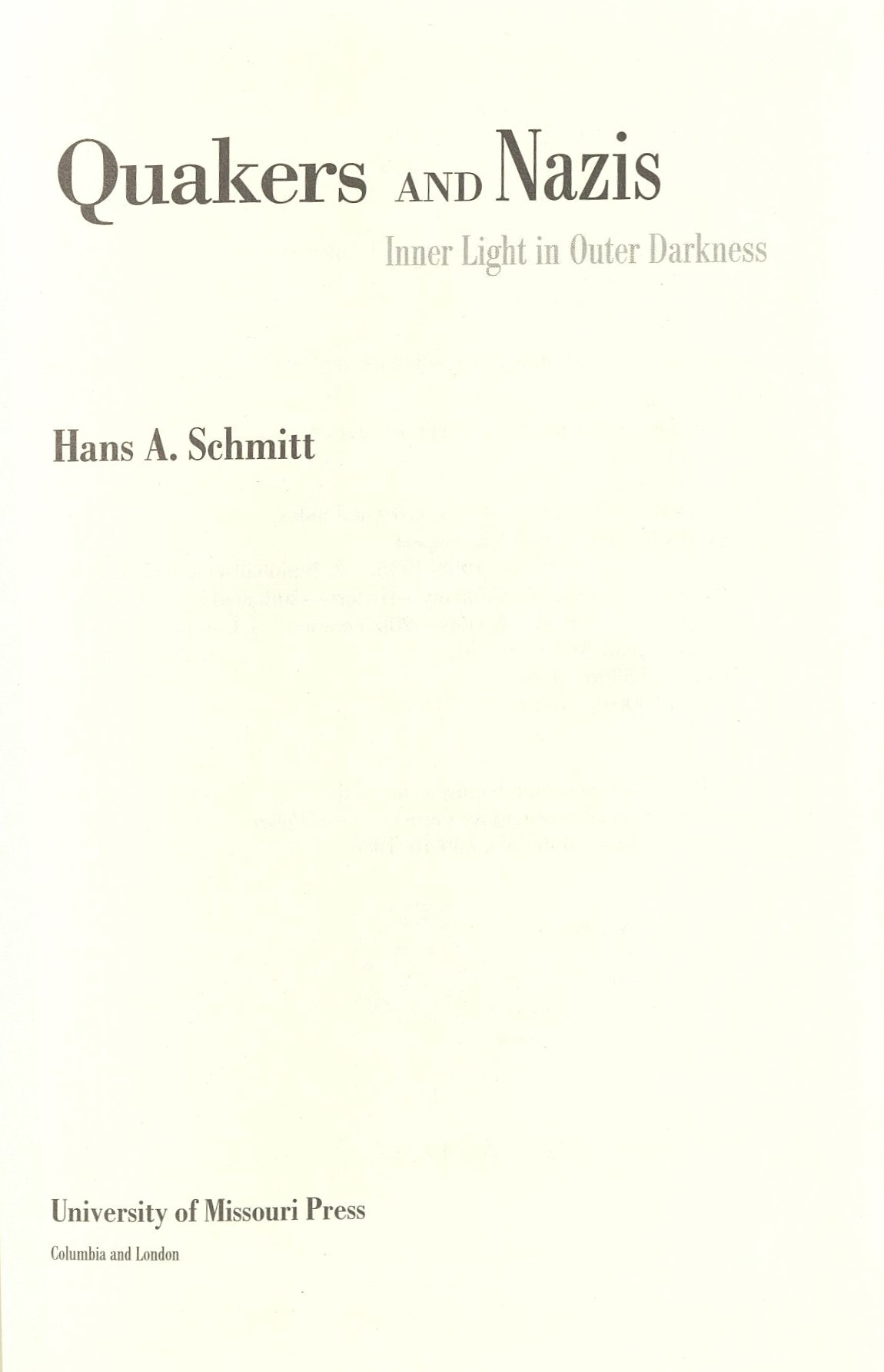
Quakers and Nazis (1997)

- The path to European Union. From the Marshall Plan to the Common Market. Baton Rouge 1962, OCLC 850777886.
- Charles Péguy. The decline of an idealist. Baton Rouge 1967, OCLC 879102522.
- (Hrsg.): Historians of modern Europe. Baton Rouge : Louisiana State Univ. Press, 1971
- (Hrsg.): Neutral Europe between war and revolution : 1917 - 23. Charlottesville: University Press of Virginia, 1988
- Lucky victim. An ordinary life in extraordinary times 1933–1946. Baton Rouge 1989, ISBN 0-8071-1500-2.
- Quakers and Nazis. Inner light in outer darkness. London 1997, ISBN 0-8262-1134-8.